# 부유사
부유사(浮遊沙, suspended load)는 강과 같은 유체 흐름에서 퇴적물 이동 과정에서 유체 흐름에 의해 들어 올려진 퇴적물의 부분이다. 유체의 난류에 의해 정지 상태를 유지한다. 부유사는 일반적으로 점토, 미사, 고운 모래와 같은 더 작은 입자로 구성된다.

## 퇴적물 수송

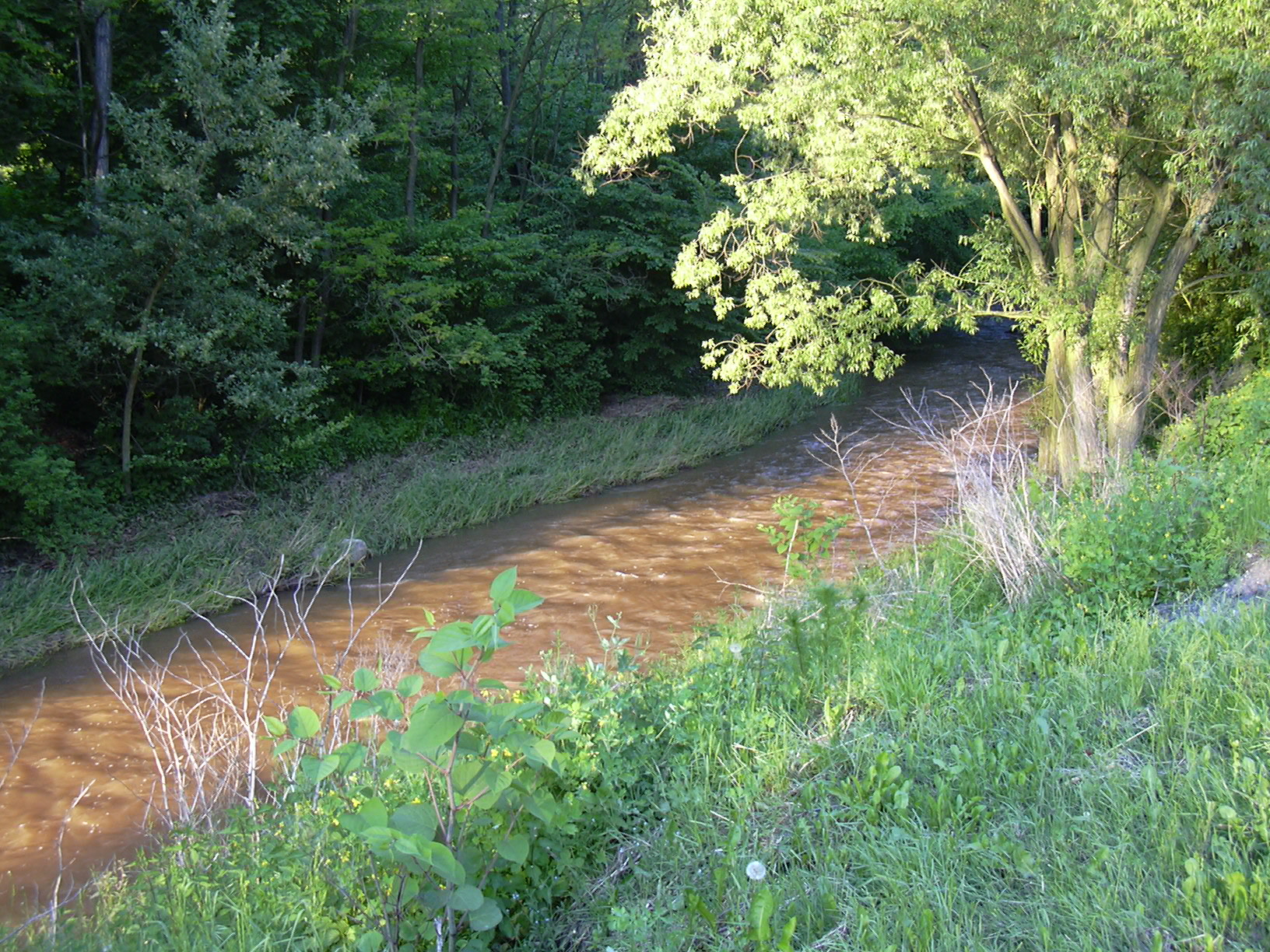
퇴적물 수송

부유사는 하천 퇴적물 운송 시스템의 3개 층 중 하나이다. 하상 유사는 염분화, 굴림 및 강바닥 끌림에 의해 운반되는 더 큰 퇴적물로 구성된다. 부유사는 부유하는 더 작은 퇴적물로 구성된 중간층이다. 미세 부유사는 육안으로 볼 수 있는 가장 작은 침전물로 구성된 최상층이다. 그러나 미세 부유사는 매우 유사한 과정으로 인해 운송 중에 부유물과 쉽게 혼합된다. 하류(河流) 외부에서도 미세 분류사는 하천바닥에 닿지 않는다.

## 같이 보기
- 퇴적물
- 유사 (수리학)
- 하상 유사

## 참고 자료
- “Sediment Transport and Deposition”. 《Fondriest Environmental Learning Center》 (미국 영어). Fondriest Environmental, Inc. 2019년 3월 23일에 확인함.
- Lemke, Karen A. (2017년 9월 12일). “Stream Sediment”. 《Geography/Geology 312: Geomorphology》. University of Wisconsin-Stevens Point. 2016년 9월 20일에 원본 문서에서 보존된 문서. 2019년 3월 23일에 확인함.